# Otto Thörner
Otto Julius Thörner (* 18. Juni 1873 in Chemnitz; † 6. Februar 1945 ebenda) war ein deutscher Pädagoge und Heimatdichter.

## Leben
Der aus Chemnitz gebürtige Thörner besuchte von 1887 bis 1893 das Lehrerseminar in Zschopau. Danach war er bis 1896 als Hilfslehrer in Bernsdorf bei Chemnitz tätig. Von 1897 bis 1899 wirkte er als Lehrer in Reichenbach im Vogtland. Danach erhielt er eine Lehrerstelle an der André-Schule in Chemnitz; hier wurde er zum Oberlehrer befördert und 1936 pensioniert. Zu seinen Lehrerkollegen zählte u. a. der Erzgebirgsdichter Max Wenzel. Er selbst verfasste in seiner Freizeit eine Reihe hochdeutscher Gedichte, die von seinen Zeitgenossen geschätzt, heute aber weitgehend in Vergessenheit geraten sind.
Thörner starb während eines angloamerikanischen Großangriffs auf Chemnitz durch den Treffer eines Bombensplitters.

## Werke
- Bernhard Rost (Hg.): Otto Thörner: Ausgewählte Gedichte: Mit einem Lebensbilde des Dichters und mehreren bisher ungedruckten Briefen des Prinzen Emil von Schönaich-Carolath. Chemnitz: Willisch 1916
- Otto Thörner. Dresden: Heimatdichter-Verl. 1916 (Kriegsdichtungen aus dem Sachsenlande; 1914/16. H. 11)
- Sonne, ich grüsse dich! Gedichte. Chemnitz: H. Thümmlers Verl. 1921

## Bedeutung
In seiner Heimatstadt Chemnitz wurde eine Straße nach ihm benannt.